# Estación Rafaela F
Rafaela era una estación de ferrocarril ubicada en la ciudad homónima, departamento Castellanos, provincia de Santa Fe, Argentina.
La estación fue habilitada a fines de los años 1880 por el Ferrocarril Provincial de Santa Fe.
En su edificio funciona el Ferroclub Rafaela.

## Servicios
No presta servicios de pasajeros ni de cargas. Sus vías corresponden al Ramal F2 del Ferrocarril General Belgrano. Sus vías e instalaciones están concesionadas a la empresa Trenes Argentinos Cargas. Desde esta estación se desprendía el Ramal CC4 hacia la ciudad cordobesa de San Francisco.
Hasta inicios de la década de 1980, prestaba servicios de pasajeros de media distancia entre la estación Santa Fe hasta la estación San Cristóbal.